# Дейв Франко
Дейвид Джон Франко (на английски: David John Franco) е американски актьор.
Роден е на 12 юни 1985 година в Пало Алто, Калифорния, в семейството на детска писателка от еврейски произход и бизнесмен от португалско-шведски произход. Има двама по-големи братя – Том и Джеймс, които също са актьори. Постъпва в Южнокалифорнийския университет, но скоро започва да се снима в телевизията и киното и придобива известност с участията си във филми като „Внедрени в час“ (21 Jump Street, 2012), „Да разлаем съседите“ (Neighbors, 2014), „Игра на нерви“ (Nerve, 2016), „Катастрофалният артист“ (The Disaster Artist, 2017).

## Избрана филмография
- „Внедрени в час“ (21 Jump Street, 2012)
- „Да разлаем съседите“ (Neighbors, 2014)
- „Кофти сделка“ (Unfinished Business, 2015)
- „Игра на нерви“ (Nerve, 2016)
- „Катастрофалният артист“ (The Disaster Artist, 2017)